# Polypleurella
Polypleurella é um género botânico pertencente à família Podostemaceae.
1. ↑  «Polypleurella — World Flora Online». www.worldfloraonline.org. Consultado em 19 de agosto de 2020